# 1967: The First Three Singles
1967 Singles Sampler lub też 1967: The First Three Singles jest limitowaną edycją kompilacyjnego albumu zespołu Pink Floyd wydaną w 1997 roku dla uczczenia trzydziestolecia zespołu. Zawiera pierwsze trzy single zespołu (razem z b-side'ami), które były w większości napisane przez byłego lidera zespołu – Syda Barretta.

## Lista utworów
| Nr | Tytuł                               | Długość |
| -- | ----------------------------------- | ------- |
| 1. | "Arnold Layne" (Barrett)            | 2:55    |
| 2. | "Candy and a Currant Bun" (Barrett) | 2:46    |
| 3. | "See Emily Play" (Barrett)          | 2:54    |
| 4. | "Scarecrow" (Barrett)               | 2:09    |
| 5. | "Apples And Oranges" (Barrett)      | 3:05    |
| 6. | "Paint Box" (Wright)                | 3:47    |

## Twórcy
- Syd Barrett – gitara, śpiew
- Nick Mason – perkusja
- Roger Waters – śpiew, gitara basowa
- Richard Wright – instrumenty klawiszowe